# Sabaton open air
Sabaton open air, fram till 2012 Rockstad: Falun, är en rockfestival i Falun i Dalarna.

## Historik
Första året 2008 hade festivalen ca 1600 besökare då Sabaton spelade in sin live-DVD. Festivalen ägde rum den 14 juni och platsen var EX-Huset på Dalregementets gamla kasernområde. Besökare kom från över tio olika länder för att se åtta band uppträda.
Sommaren 2009 ägde festivalen rum den 13 juni och flyttades från tidigare X-Huset till Gamla postenparkeringen i centrum för att göra plats för mer folk och låta festivalen ta steget att bli en utomhusfestival. Fler etablerade akter hade bokats för 2009 men största fokus var på Falun och Dalarna.
År 2010 flyttade festivalen till Lugnet och skidstadion där 22 band uppträdde. I samband med detta utökades festivalen till två dagar och en campinganläggning uppfördes. Det blev ett nytt publikrekord på cirka 4 500 personer, och festivalen lockade åskådare från cirka 17 nationer och skaffade sig en position på den svenska festivalkartan.
År 2011 arrangerades festivalen återigen på Skidstadion, eller Hårdrocksstadion som festivalen valt att kalla festivalområdet på Lugnet i Falun. Stort fokus lades på att toppa 2010 års line-up med Sabaton som det stora dragplåstret på fredagen samt hårdrocks-ikonerna Helloween på lördagen. Nytt för 2011 var en tredje scen som i samarbete med NEMIS / Studiefrämjandet gav speltillfälle för 12 stycken mindre etablerade band att visa upp sig. Flera av akterna var dessutom bokade exklusivt till Falun detta år, bland annat Pain som släppte skiva på festivalens första dag.
År 2013 bytte festivalen namn från Rockstad: Falun till Sabaton Open Air.
År 2015 spelade Sabaton in en live-DVD på festivalen. 5 000 personer besökte festivalen vilket var lite av en besvikelse för arrangören som hade hoppats på några tusen till. År 2016 utökades festivalen till fyra dagar.
Festivalen 2020 ställdes in på grund av coronapandemin och är uppskjuten till den 4-7 augusti 2021.